# Sears
Sears čili Sears, Roebuck and Company je americká maloobchodní firma, vlastník obchodního řetězce Kmart. Založili ji roku 1893 Richard Warren Sears a Alvah Curtis Roebuck, v roce 1906 byla znovu zformována Searsem a jeho novým obchodním partnerem Juliem Rosenwaldem. Firma jako své sídlo vybudovala slavný mrakodrap Sears Tower v Chicagu (dnes Willis Tower), v současnosti sídlí v budově Hoffman Estates v Illinois. Firma vzešla z hodinářství (Sears Watch Company), několik let dokonce vyráběla automobily, a zpočátku především šlo o zásilkovou společnost. Jako maloobchodní řetězec začala působit v roce 1925, s Kmartem se sloučila roku 2005 do koncernu Sears Holdings.
V roce 2011 měla společnost čtyři tísíce poboček. Do roku 2014 se jejich počet snížil na polovinu a v roce 2018 firma Sears zbankrotovala. Krach přežila s plánem pokračovat v činnosti s menším počtem obchodních míst. Značku a více než 400 obchodů Sears získala v roce 2019 nově vzniklá společnost Tansformco a v roce 2022 prošel Sears reorganizací. V lednu 2024 bylo stále otevřených 11 obchodů Sears ve Spojených státech a jeden v Portoriku.